# Air Sunshine
Air Sunshine es una aerolínea con base en los Estados Unidos. Opera vuelos regulares en San Juan, Vieques (Puerto Rico), Anguilla, Dominica, Sint Maarten, Nevis, Islas Vírgenes Británicas e Islas Vírgenes de los Estados Unidos. Su base principal está en Fort Lauderdale, con una base de operaciones caribeña ubicada en San Juan, Puerto Rico.
En 1982 la aerolínea considera Fort Lauderdale como su sede central ejecutiva mientras que su base de operaciones principal se ubica en San Juan, Puerto Rico.
La página web de Air Sunshine ofrece dos apartados postales independientes, uno en Fort Lauderdale y otro en San Juan.

## Destinos
Ft. Lauderdale, George Town, Kingston, St. Thomas, San Juan, Tórtola, Vieques, Virgen Gorda, Anguilla, Dominica, Nevis y Sint Maarten

## Flota
En agosto de 2006 la flota de Air Sunshine incluye:
- 1 Beech 1900
- 2 Saab 340A

Otros aviones:
- Cessna 402C

## Accidentes e incidentes
Air Sunshine tiene unos datos de seguridad superiores a la media entre 1997 y 2004 para la NTSB. Air Sunshine tuvo un accidente que supuso la muerte de dos personas el 13 de julio de 2003 en un vuelo de Fort Lauderdale a la isla Ábaco, Bahamas. Un fallo de motor obligó a efectuar un amerizaje a unas seis millas del aeropuerto de la Isla Ábaco. En ese mismo periodo tuvo pocos incidentes
El 7 de enero de 2007, una Cessna 402 de Air Sunshine, tuvo problemas hidráulicos con el tren de aterrizaje, en un vuelo desde Virgin Gorda a San Juan (SJU), no se produjeron víctimas y el piloto logró aterrizar el avión satisfactoriamente. El aeropuerto permaneció cerrado durante unos 30 minutos hasta que el estado de emergencia fue cancelado.